# Blue Lines
A Blue Lines (szó szerinti jelentése: „Kék vonalak”) a brit elektronikus zenei együttes, a Massive Attack bemutatkozó albuma, mely 1991. augusztus 6-án jelent meg a Virgin Recordsnál.
Általában a trip hop műfaj első albumaként tartják számon (bár e kifejezést csak évekkel később kezdték alkalmazni). A lemez „masszív” kritikai és közönségsikert aratott az Egyesült Királyságban, bár másfelé eredeti megjelenésekor kevésbé fogyott jól. Ma már maguk a tagok is kevésbé jelentősnek tartják, inkább a sokkal érettebb, kiforrottabb, koncepciózusabb második, Protection című album előzményének, ahhoz készült tanulmánynak tekintik.
Zeneileg az album, és maga a trip-hopnak nevezett műfaj is, a régebbi „fekete zenék” (soul, hiphop, reggae) műfajok, az elektronikus zene és a dub stílus sajátos keverékének tekinthető, és az együttest az 1990-es évek jelentősként elfogadott zenekarává tette (ld. lentebb).

## Az album születése
A tagok lazább kapcsolatára épülő sample-zős – mixelős, underground The Wild Bunch-korszaknak a Massive Attack későbbi menedzsere, Cameron McVey egy hirtelen ötlete vetett véget:

„ – […] És egyszer csak Cameron McVey, Neneh Cherry menedzsere azt mondta nekünk: „Tudjátok, mit? Csináljatok egy albumot!” Mire mi: „Ugyan, menj már a picsába!” Lényegében kényszerített minket, hogy nyolc hónapra Londonba költözzünk, és felvegyünk egy lemezt. Londonban a padlón aludtunk nála, és zenét csináltunk. […] Lépésről lépésre történt. […] A Blue Lines tulajdonképpen egy nyári kísérlet volt. Egy kísérlet tavasztól őszig, az alatt a néhány hónap alatt, amit Londonban töltöttünk. Tisztán experimentális volt az egész. Nem tudtuk, mi fog kisülni belőle, nem volt semmi igazi ambíciónk vele, csak az, hogy befejezzük. Egyikünk sem tudta, hogy hová fog kifutni a dolog.”

– Robert Del Naja

## Az album dalai
1. Safe from Harm (Cobham/Del Naja/Marshall/Nelson/Vowles) – 5:16
2. One Love (Cobham/Del Naja/Marshall/Vowles/Williams) – 4:48
3. Blue Lines (Bennett/Brown/Carlton/Del Naja/Geurin/Marshall/Sample/Scott/Thaws/Vowles, +egy sample-t tartalmaz James Browntól) – 4:21
4. Be Thankful for What You've Got (DeVaughn) – 4:09
5. Five Man Army (Del Naja/Marshall/Thaws/Vowles/Williams) – 6:04
6. Unfinished Sympathy (Del Naja/Marshall/Nelson/Sharp/Vowles) – 5:08
7. Daydreaming (Badarou/Del Naja/Marshall/Thaws/Vowles) – 4:14
8. Lately (Brownlee/Del Naja/Marshall/Nelson/Redmond/Simon/Simon/Vowles) – 4:26
9. Hymn of the Big Wheel (Neneh Cherryvel) (Andy/Cherry/Del Naja/Marshall/Vowles) – 6:36

## Fogadtatása

### Leg-leg-szavazások
1997-ben Blue Linest a HMV, a Channel 4, a The Guardian és a Classic FM által közösen készített felmérés „minden idők 21-edik legnagyszerűbb albumának” értékelte.
A neves Q zenei magazin olvasói egy 1998-as szavazáson a lemezt „minden idők 58-adik legnagyszerűbb albumaként” aposztrofálták, 2000-ben pedig ugyane magazin „minden idők 100 legnagyszerűbb brit albuma” listáján a 9. helyre szavazták .
2003-ban a lemez rákerült a Rolling Stone Magazin „minden idők 500 legnagyszerűbb albuma” listájára, ezen a 395. helyet szerezte meg.
Szerepel az 1001 lemez, amit hallanod kell, mielőtt meghalsz című könyvben.

### Dalkritikák (Unfinished Sympathy)
Az album számai közül mind a kritikusok, mind a közönség körében (az MTV2, NME, illetve egyéb csatornák és magazinok által végzett felmérések szerint is) az Unfinished Sympathy fogadtatása volt a legkedvezőbb.

„„Tipikus soul zene, szembeszökő szimfonikus jellegzetességekkel […] olyan érzelmi hatással, melyet nehéz szavakba önteni: egyfajta nyugtalanság, elveszettség érzése; de egyben valami nagyszerűségé is. Azok az emberek, akik meghallották, a rajongóivá váltak, a végtelenségig újra- meg újrajátszva a dalt […] A média »trip hopnak« keresztelte a stílust – a Massive Attack utálta ezt a kifejezést, de hosszú időre ráragadt”.”

### Safe from Harmhelyezések slágerlistákon
- Billboard Music Charts (North America) – singles
- 1991	Safe From Harm	Modern Rock Tracks	                No. 28
- 1991	Safe From Harm	Hot Dance Music/Club Play	        No. 35
- 1991	Safe From Harm	Hot Dance Music/Maxi-Singles Sales      No. 32

## Zene
Technikai, illetve zeneszerzési paradigmák szempontjából az együttes erősen hangminta-orientáltnak tartja ezt a lemezét, a dalok sok ismert alkotótól kölcsönöztek elemeket.
Zeneileg a dalok három csoportra oszthatók aszerint, bennük melyik alapstílus (soul, hiphop, reggae) a meghatározó.

### Soul-széria
A lemez számai közül a Safe from Harm, az Unfinished Sympathy és a Lately ugyanabba a soul/dance alapú, a női szólóénekes dominanciájával jellemezhető lágyabb stílusba tartozik: az első lendületes, harsány, az utolsó szomorkás, az Unfinished pedig rejtélyesebb, valahol az előző kettő között. Ezek a dalok, legkülszínibb interpretációjuk szerint, emberi kapcsolatokról szólnak.
A széria- és albumnyitó Safe from harm (1. szám) köztük a legpozitívabb kicsengésű. Bár a háttérben mindenféle urbánus borzalmak is megjelennek: ronker-ek, pszichopaták (maniacs) és fegyveres garázdák (gunmen), de a lírai hősök tekintetének egymásra találását és összetartásukat a világ bajai közepette még ők sem zavarhatják meg.
A Be thankful (4.) című dalt, amely William De Vaughn soul-énekes, dalszerző 1972/74-es, azonos című soul-dalának (kissé gyorsított) feldolgozása, a Massive Attack kórusa énekli (a prímet itt Tony Bryan Horace Andy-éhoz hasonló, vékony vokálja viszi). Ez is egy alapvetően pozitív életszemléletű dal (a zene is közép-gyors, pergő): „lehet, hogy nincs csilli-villi Cadillaced, sőt egyáltalán kocsid sem, testvér, de attól még kihúzhatod magad, légy hálás azért, amid van.”
Az Unfinished Sympathy (6.) disszonáns érzelmeket jelenít meg: pozitív érzelmeken alapuló vágyat, érdeklődést, de a "valami hiányzik", sőt a "valami nincs rendben", "túl sok ez nekem" érzését is. A dal kezdése egyes BBC-kritikusokat a Pet Shop Boys West End Girls-ére emlékeztetett; a rávezetés után hirtelen zendít rá az énekesnő az érzelmi disszonanciát rejtő szövegre; ezt a harmonikus futamokat játszó vékony hegedűhangok és a sejtelmesen komor basszus ellentéte fokozza.
A szériazáró Lately (8. szám) egy tönkrement kapcsolat feletti kesergés. A dalt az ütemesen, kimérten komor basszus uralja, amelyet a new wave-dalokból ismert szintetikus kórushangok festenek alá, és nincs motívum, ami tartósan ki tudna törni ebből a zárt kompozícióból.

### Hiphop-széria
Ezek a hiphop-zene elemei által uralt dalok, amelyeknek ars poetica jellege van: az együttest és tagjait, s némileg életfilozófiájukat mutatják be, személyes jellegük van. Ezek a dalok általában szolidabbak, sőt minimalisták, nem oly harsányak, mint például a Safe from harm, szövegeikben az élettel kapcsolatos mindennapi (anyagi, és tágabb értelemben véve egzisztenciális) problémák mellett az életigenlés és a finom irónia is megcsillan. A címadó Blue Lines (3.) zeneileg meglehetősen monoton, jellegtelen hiphop-szám. A rap-elős szériához tartozik a csapat korai ars poeticájának mondható Five Man Army (5.), illetve a Daydreaming (7.).
A Daydreaming szerkezete a hagyományos pop-sablont követi: a főszövegek után (ezeket a tagok elrappelik) az énekesnő énekli a refrént. A Five Man Army (Öttagú hadsereg, 5.) olyan, mintha egy korábbi (kiadatlan) ősdal erősen dubosított verziója lenne, szerkesztésében a Daydreaming-től eltér: a tagok által elrappelt szövegek után Horace Andy improvizatív hatást keltő reggae-vokáljai zárják a dalt.

### Reggae-széria
A One love (2.) egy reggae-dal, és szövegszintű mondanivalója pontosan az, amit a címe kifejez (I believe | in one love: „egyetlen szerelemben hiszek”): a legszebb dolog egyvalakit szeretni (egyszerre), aki másképp tesz, azt mögöttes okok vezérlik (bizonyításkényszer stb.). A lemez és a széria záródalát, az album egyik erősségét a Hymn of the Big wheel-t (9.) Horace Andy reggae-énekes hangja jellemzi, utóbbi, valóban himnikus számban megszületik az a reggae-alapú, de a jamaicai műfaj optimizmusából kicsit lejjebb adó jellegzetes hangzás, mely az együttes későbbi albumain is megtalálható. A cethang-effektekkel induló Hymn of the Big Wheel refrénje az Élet Nagy Kerekéről énekel, míg a főszöveg környezetvédelmi problémákat boncolgat. A dalban arról a halódó reményéről énekel valaki egy fiatalabb és tapasztalatlanabb személynek (valószínűleg egy apa a gyermekének), hogy egy emberi léptékű és a jelenleginél jóval zöldebb világban élhetnek majd.

### Klipek
A lemez négy dalához készült videóklip Baillie Walsh rendezésében. Az első – Daydreaming – mérsékelt siker volt, a másodikként megjelent Unfinished Sympathy. A klip, amit Los Angelesben forgattak a West Pico Boulevard-on (a S. New Hampshire Avenue és a Dewey Avenue között, a színes bőrű Shara Nelson énekesnő énekelve sétál az utcán), a MTV leggyakrabban sugárzott klipjei közé tartozott. A felvételen az együttes tagjai is feltűnnek, amint messziről, felváltva követik az énekesnőt. A Safe from Harm sötét hangulatú, gettós-lépcsőházas klipjét a lemezről utolsóként a Be Thankful for What You've Got követte, de mivel a klipben egy teljes sztriptíz látható, ezt a felvételt a tévéadók csak éjfél után sugározhatták.

## Egyéb
Érdekességként megemlítendő, hogy a Massive Attack 1991-ben, a lemez megjelenése idején (egyes források szerint a rádióadók nyomására, a zenekar frontembere szerint az akkori menedzser tanácsára) ideiglenesen Massive-re változtatta a nevét.

## Közreműködők
- Shara Nelson – ének
- Horace Andy – ének
- Gavyn Wright – zenekarvezető
- Paul Johnson – basszusgitár
- Kevin Petrie – hangmérnök
- Neneh Cherry – hangszerelés
- Grant "Daddy G" Marshall – ének
- Will Malone – karmester
- Tricky – ének
- Andrew "Mushroom" Vowles – billentyűs hangszerek
- Tony Bryan – ének
- Jeremy Allom – hangmérnök (keverés)
- Robert "3D" del Naja – ének
- Mikey General – vokál
- Johnny Dollar – billentyűs hangszerek, producer